# Filipinas en los Juegos Olímpicos de Calgary 1988
Filipinas estuvo representada en los Juegos Olímpicos de Calgary 1988 por un deportista masculino que compitió en luge.
El portador de la bandera en la ceremonia de apertura fue el piloto de luge Raymund Ocampo. El equipo olímpico filipino no obtuvo ninguna medalla en estos Juegos.